# Stefanija Alexandrowna Jelfutina
Stefanija Alexandrowna Jelfutina (russisch Стефания Александровна Елфутина; * 27. Januar 1997 in Jeisk) ist eine russische Windsurferin.

## Erfolge
Stefanija Jelfutina nahm an den Olympischen Spielen 2016 in Rio de Janeiro teil, bei denen sie mit 69 Gesamtpunkten den dritten Platz belegte. Sie gewann damit hinter Charline Picon und Chen Peina die Bronzemedaille. Bei Europameisterschaften belegte sie bereits mehrfach Podiumsplätze, ein Titelgewinn gelang ihr jedoch nicht. Als Vierter verpasste sie 2019 einen Medaillengewinn bei den Weltmeisterschaften.